# Chronophile (film)
Pour l’article homonyme, voir Chronophile.
 (septembre 2024).
- Si vous ne connaissez pas le sujet, laissez ce bandeau (vous pouvez alors contacter les auteurs).
- Si vous supprimez le contenu mis en cause (vous pouvez préalablement contacter les auteurs),

argumentez précisément cette suppression dans la page de discussion
(un manque de référence n'est pas un argument ; une recherche réelle de référence doit avoir été effectuée, être formellement documentée).
 (septembre 2024).
 (septembre 2024).
Pour plus de détails, voir Fiche technique et Distribution.
Chronophile est un film dramatique camerounais réalisé par Aboubakar Sidiki Njoya et produit par Yvonne Miegwen. Le film est sorti en salles le 30 août 2024, et met en scène un mélange de drame familial et de trahisons complexes, explorant les conséquences des relations intimes et des secrets dévoilés. La première du film a eu lieu au Cinéma Eden, avec une distribution comprenant Basile Helles, Croqueuse de Diamant, Phil Gervais Ntat, et Tonga Terrance.

## Synopsis
Le film suit deux jeunes étudiants de 22 ans, Nyat et Mingue, amis inséparables depuis le secondaire. Tous deux ont déménagé dans une nouvelle ville pour poursuivre leurs études, et tout semblait bien se passer jusqu'à ce que Rita, une ancienne camarade de classe et ex-petite amie de Mingue, entre à nouveau dans leur vie. Obsédée par Mingue, Rita découvre un sombre secret qu'il cachait à son meilleur ami, Nyat.
Mingue a entamé une relation intime avec Tchoungang, la mère de Nyat, une femme de 42 ans, veuve et respectée. Lorsque Nyat apprend cette vérité de la bouche de Rita, il est dévasté. Une confrontation violente éclate entre Nyat et Mingue sous les yeux impuissants de Tchoungang. La tension monte alors que le trio doit faire face à cette trahison déchirante.
Les questions soulevées par le film sont poignantes : comment Nyat réagira-t-il face à la trahison de sa mère et de son meilleur ami ? Le piège tendu par Rita réussira-t-il à détruire leur amitié à jamais ?

## Fiche technique
- Titre : Chronophile
- Scénario : Sydney Fonkou
- Caméra : Miteran Megoupo
- Montage : Franck Junior Tientcheu
- Son : Arnaud Tayou
- Mixage et étalonnage : Emmanuel Wokam
- Date de sortie : 30 août 2024

## Distribution
- Basile Helles : Nyat
- Croqueuse de Diamant : Tchoungang
- Phil Gervais Ntat : Mingue
- Tonga Terrance : Rita

## Thèmes et Réception
Chronophile aborde des thèmes tabous tels que l'inceste émotionnel et les relations amoureuses intergénérationnelles, tout en explorant les conséquences destructrices du mensonge et de la trahison. Le film a déjà suscité de nombreuses réactions du public pour son audace narrative et son intensité dramatique.
Avec des performances puissantes et une intrigue profondément émotionnelle, Chronophile s'impose comme une œuvre majeure du cinéma camerounais de 2024, offrant à la fois une réflexion sur les relations humaines et une critique sociale des normes familiales.